# Elecciones presidenciales de Argentina de 1904
Las elecciones presidenciales de Argentina de 1904 se llevaron a cabo para elegir al presidente de la República Argentina, que debía suceder a Julio A. Roca. Resultó elegido Manuel Quintana, un independiente con un leve pasado mitrista, apoyado por el Partido Autonomista Nacional, que gobernó ininterrumpidamente el país desde 1876 hasta 1916, sin alternancia y bajo un virtual régimen de partido único. La presidencia de Manuel Quintana, formó parte de la llamada «república conservadora» o «república oligárquica». Quintana murió en 1906 y fue sucedido en la presidencia por el vicepresidente José Figueroa Alcorta.
Las elecciones se realizaron bajo el régimen de «voto cantado», caracterizado históricamente por el fraude electoral masivo, la violencia en los comicios, el voto venal (pago) y la baja participación, sin que se permitiera votar ni ser elegidas a las mujeres. Solo concurrió a votar el 2,5% de la población. La Constitución establecía que la elección del presidente y vicepresidente debía realizarse en forma indirecta y por separado, delegando la elección final de cada uno, en colegios electorales provinciales integrados por representantes elegidos en la elección primaria, por única vez por circunscripciones uninominales según la ley 4161, siendo electos el candidato más votado en cada distrito.
Quintana triunfó en todo el país, menos en Entre Ríos, donde triunfó Uriburu. En 1904 la República Argentina estaba constituida por quince distritos electorales (14 provincias y la Ciudad de Buenos Aires), en los que la población tenía derecho a voto, mientras una gran parte del territorio estaba organizada en diez «territorios nacionales», donde la población no tenía derecho a voto.
En las elecciones de 1904 quedaron en evidencia las profundas fracturas internas y externas que estaba generando el régimen restrictivo de las libertades políticas del PAN roquista, apoyado en el «voto cantado». La línea modernista del Partido Autonomista liderada por Carlos Pellegrini que el año anterior había roto con Roca, el aggiornamento del mitrismo que impulsaba Emilio Mitre por medio del Partido Republicano y la abstención electoral con amenaza de lucha armada que mantenía la Unión Cívica Radical, anticipaba la necesidad de una profunda reforma política en Argentina. Roca había leído los riesgos que enfrentaba el régimen fundado tres décadas antes y en 1903 convocó a una Convención de Notables para elegir a su sucesor.

## Antecedentes y consecuencias
Tras un período de prosperidad y una serie de logros políticos, como el pacto de mayo de 1902 con Chile por una disputa fronteriza, Julio Argentino Roca finalizó su segundo mandato eligiendo a Manuel Quintana como candidato del PAN. José Evaristo de Uriburu se presentó como candidato del Partido Republicano mitrista, evidenciando las divisiones internas que estaba sufriendo el partido hegemónico. La Unión Cívica Radical mantuvo su abstención electoral como protesta contra el régimen electoral fraudulento. Pese a las dificultades que enfrentaba el roquismo, Quintana fue elegido por amplio margen en el Colegio Electoral.
Se considera que los comicios legislativos de ese año fueron más importantes, debido al histórico triunfo de Alfredo Palacios, que se convirtió en el primer candidato socialista del continente americano en obtener un escaño en una elección legislativa.

## Resultados del Colegio Electoral
Los colegios electorales se reunieron el 12 de junio de 1904, en cada una de las capitales provinciales y en la Ciudad de Buenos Aires. El 15 de julio de 1904 la Asamblea Legislativa, la Cámara de Diputados y el Senado, dio la aprobación definitiva de las elecciones.
| Candidato a Presidente | Candidato a Presidente   | Partido                      | Votos Electorales |
| ---------------------- | ------------------------ | ---------------------------- | ----------------- |
|                        | Manuel Quintana          | Partido Autonomista Nacional | 240               |
|                        | José Evaristo Uriburu    | Partido Republicano          | 34                |
|                        | Marco Aurelio Avellaneda | Partido Autonomista Nacional | 14                |
|                        | Mauricio Pastor Daract   | Independiente                | 6                 |
|                        | Carlos Pellegrini        | Partido Autonomista          | 1                 |
| Total de votos         | Total de votos           | Total de votos               | 295               |
| No votaron             | No votaron               | No votaron                   | 5                 |
| Total de electores     | Total de electores       | Total de electores           | 300               |

| Candidato a Vicepresidente | Candidato a Vicepresidente | Partido                      | Votos Electorales |
| -------------------------- | -------------------------- | ---------------------------- | ----------------- |
|                            | José Figueroa Alcorta      | Partido Autonomista Nacional | 257               |
|                            | Guillermo Udaondo          | Partido Republicano          | 12                |
|                            | Luis María Drago           | Partido Autonomista Nacional | 11                |
|                            | Juan José Romero           | Unión Cívica Radical         | 6                 |
|                            | Francisco Uriburu          | Partido Autonomista Nacional | 5                 |
|                            | Joaquín V. González        | Partido Autonomista Nacional | 1                 |
|                            | Benjamín Victorica         | Partido Autonomista Nacional | 1                 |
|                            | Carlos Pellegrini          | Partido Autonomista          | 1                 |
|                            | Benito Villanueva          | Partido Autonomista Nacional | 1                 |
| Total de votos             | Total de votos             | Total de votos               | 295               |
| No votaron                 | No votaron                 | No votaron                   | 5                 |
| Total de electores         | Total de electores         | Total de electores           | 300               |

### Resultados por provincia
| Provincia           | Presidente | Presidente    | Presidente | Presidente | Presidente |         | Vicepresidente | Vicepresidente | Vicepresidente | Vicepresidente | Vicepresidente | Vicepresidente | Vicepresidente | Vicepresidente | Vicepresidente |  | No votaron |
| Provincia           | Quintana   | J. E. Uriburu | Avellaneda | Daract     | Pellegrini | Alcorta | Udaondo        | Drago          | Romero         | F. Uriburu     | González       | Victorica      | Pellegrini     | Villanueva     |                |  | No votaron |
| ------------------- | ---------- | ------------- | ---------- | ---------- | ---------- | ------- | -------------- | -------------- | -------------- | -------------- | -------------- | -------------- | -------------- | -------------- | -------------- |  | ---------- |
| Buenos Aires        | 60         |               |            |            |            |         | 60             |                |                |                |                |                |                |                |                |  |            |
| Capital Federal     | 18         | 12            | 13         |            | 1          | 21      | 12             | 11             |                |                |                |                |                |                |                |  |            |
| Catamarca           | 9          |               |            |            |            | 9       |                |                |                |                |                |                |                |                | 1              |  |            |
| Córdoba             | 23         |               |            |            |            | 22      |                |                |                |                | 1              |                |                |                | 3              |  |            |
| Corrientes          | 18         |               |            |            |            | 18      |                |                |                |                |                |                |                |                |                |  |            |
| Entre Ríos          |            | 22            |            |            |            | 21      |                |                |                |                |                | 1              |                |                |                |  |            |
| Jujuy               | 8          |               |            |            |            | 3       |                |                |                | 5              |                |                |                |                |                |  |            |
| La Rioja            | 8          |               |            |            |            | 8       |                |                |                |                |                |                |                |                |                |  |            |
| Mendoza             | 12         |               |            |            |            | 11      |                |                |                |                |                |                | 1              |                |                |  |            |
| Salta               | 12         |               |            |            |            | 12      |                |                |                |                |                |                |                |                |                |  |            |
| San Juan            | 10         |               |            |            |            | 9       |                |                |                |                |                |                |                | 1              |                |  |            |
| San Luis            | 10         |               |            |            |            | 10      |                |                |                |                |                |                |                |                |                |  |            |
| Santa Fe            | 28         |               |            |            |            | 28      |                |                |                |                |                |                |                |                |                |  |            |
| Santiago del Estero | 12         |               | 1          |            |            | 13      |                |                |                |                |                |                |                |                | 1              |  |            |
| Tucumán             | 12         |               |            | 6          |            | 12      |                |                | 6              |                |                |                |                |                |                |  |            |
| Total               | 240        | 34            | 14         | 6          | 1          |         | 257            | 12             | 11             | 6              | 5              | 1              | 1              | 1              | 1              |  | 5          |